# Kocudza (Paary)
Kocudza – część wsi Paary w Polsce, położona w województwie lubelskim, w powiecie tomaszowskim, w gminie Susiec. Stanowi wschodnią część wsi, położoną prostopodale do Paar.
W latach 1975–1998 miejscowość administracyjnie należała do województwa zamojskiego.